# 單線鐵路

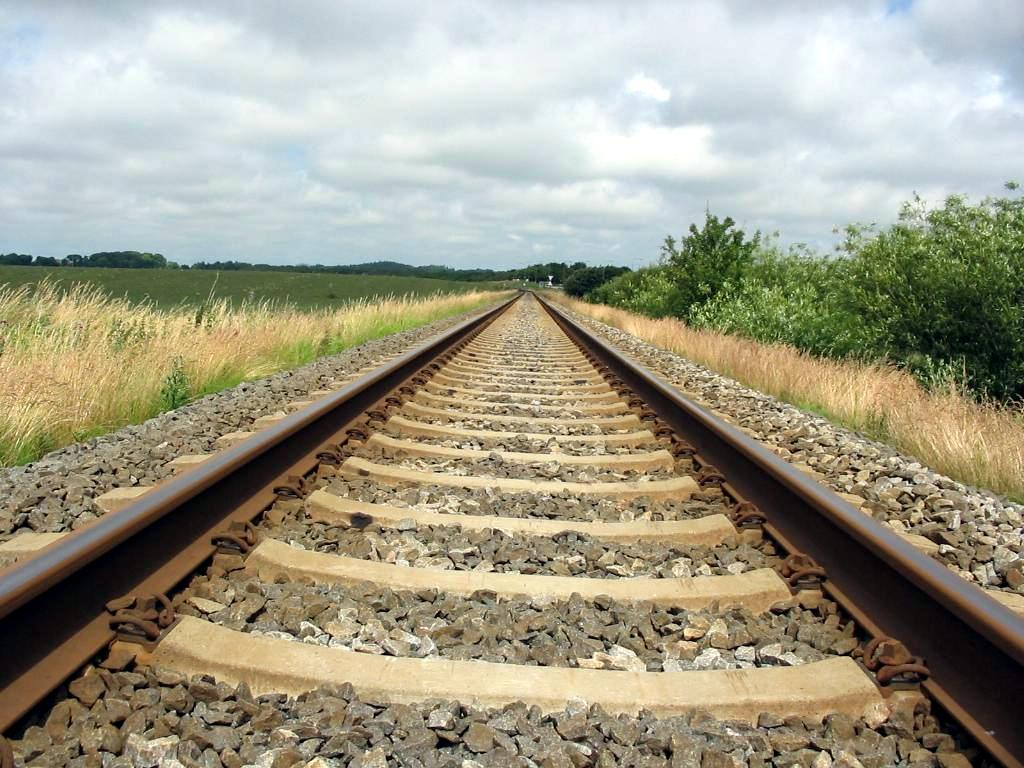
單线鐵路

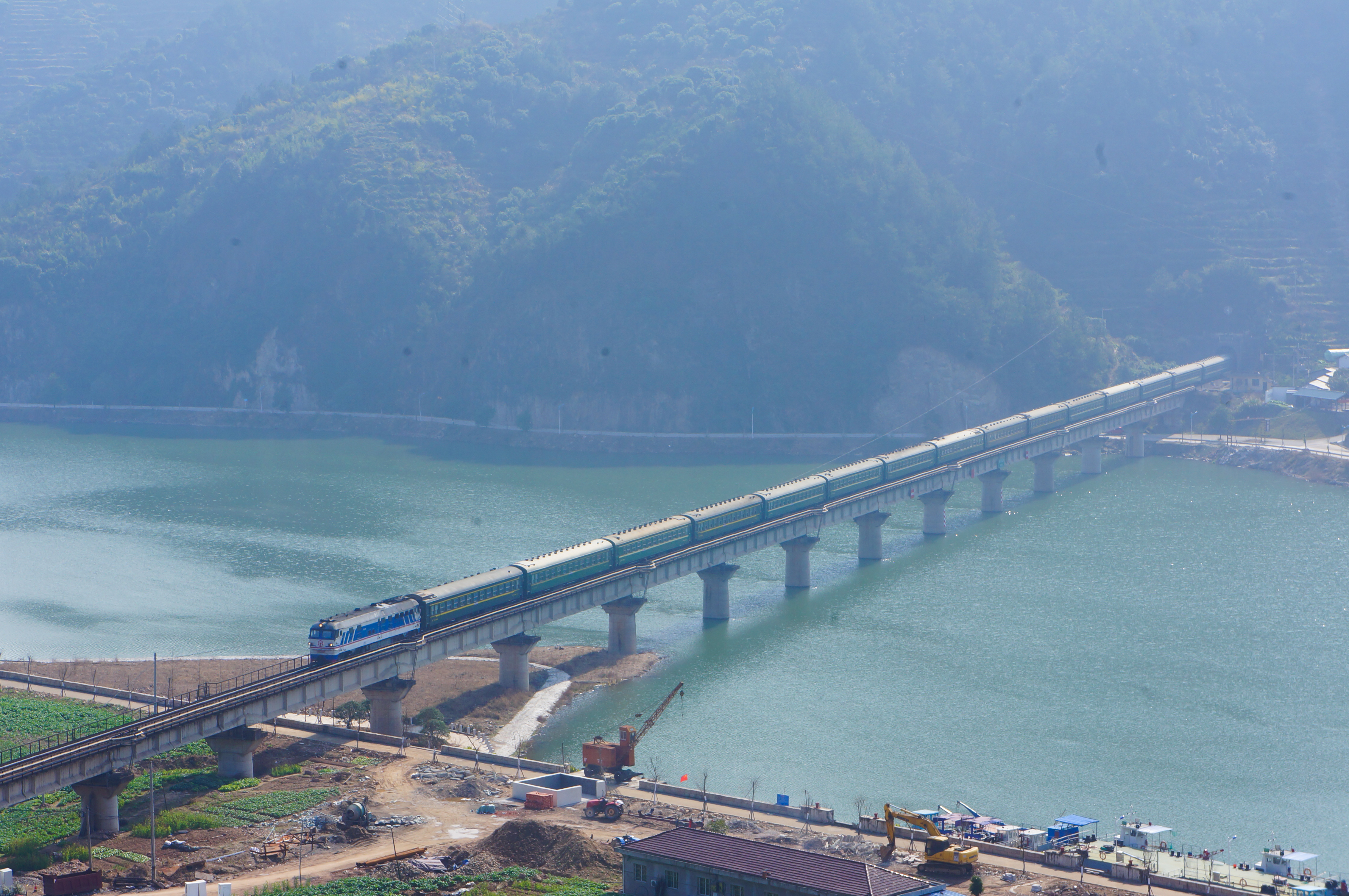
位于中华人民共和国浙江省南部的金温货线是一条单线铁路

單線鐵路是一種鐵路線的形式，使兩個方向的列車只可使用同一條路軌前進。單線鐵路多出現於列車班次較少的鐵路線、鐵路支線路段，及缺乏資金或空間去建設雙線鐵路或四線鐵路的路段。

## 優點
- 建築成本較低。
- 可以較方便地在複雜地形上建設。

## 缺點
- 列車容量低。若列車需時15分鐘通過某段單線路段，則該線每小時每方向只能允許2列列車通過，但雙線鐵路則可以每小時每方向有高達15列列車通過（假設列車每四分鐘經過一個鐵路信號機。）因此有些重要幹線的單線鐵路為增加容量，會在全部路段加鋪鐵軌成為雙線鐵路，例如日本的奧羽本線、台灣的海線及台東線等。
- 功能性單一。若一架列車在單線路段中出意外，該段鐵路線便不能允許其他列車通行。例如當港鐵黃埔站出現故障時，觀塘綫下行列車只能以何文田站作為臨時的終點站。[註 1]但雙線鐵路則允許以單線雙程方式，有限度地讓列車繼續通行。

## 产生的原因
- 铁路发展期
- 铁路衰退期
- 复线化准备
- 灾害

## 運行方式
當單線鐵路系統中，如需在同一時間使用多於一列的列車，則需建設會讓站（一段短的雙線鐵路），使一方向的列車進入及通過車站後，另一方向列車在另一路軌等待。在一些情況（例如英國的Abbey線、台鐵林口線、深澳線）中，由於同時間只有一組列車運作，所以便不需要建設一個會讓站，不需避開另一方向列車。
在單線鐵路上的會讓站，有一些措施必需辦妥，例如轉轍器必需扳至正確的位置，使一方列車不會誤入另一方等待列車的軌道上，造成兩車正面相撞的意外。因此，在會讓站內或附近地帶需要設置一些鐵路信號機。在傳統英國做法（一此國家也依此做法），在每一段會讓站與會讓站之間的單線鐵路中，都有獨特的電氣路籤（牌），列車需要通過那路段時，需要向會讓站站員索取電氣路籤（牌），使列車可以得到那路段的行駛權，而其他列車因無法得到電氣路籤（牌），而防止進入那路段，造成正面相撞的意外。現時只有少許鐵路線使用那種系統，而香港港鐵（當時為九廣鐵路）東鐵線的大學站至羅湖站之間，在未鋪設雙線及電氣化前，便使用該系統。在早期的北美洲，在一段有單線鐵路的鐵路線上，都會設有簡單的時間表，列出列車到達會讓站的時間，使得單線鐵路上不会有兩列列車以不同方向運行，可是這個做法會不靈活且沒有效率。所以便發明了電報系統，使列車与车站間可以進行通訊。

## 外部連結
- Rails to Trails Conservancy （页面存档备份，存于）